# Слабєєв Ігор Семенович
Ігор Семенович Слабєєв (27 червня 1923, Київ — 12 лютого 1989, там само) — український історик, кандидат історичних наук, дослідник соціально-економічного розвитку України XVIII — першої половини XIX століття, краєзнавець.

## Біографія
Народився 27 червня 1923 року в Києві. У 1941–1945 роках працював чорноробом в шахтах Сталінської області, закінчив Омське військове училище, служив в Червоній армії. Учасник німецько-радянської війни, інвалід третьої групи.
У 1950 році закінчив історичний факультет Київського державного університету. У 1950—1951 роках — керівник лекторської групи ЦК ЛКСМ України. У 1951—1952 роках  — молодший науковий співробітник воєнно-історичного відділу, у 1952—1954 роках — молодший науковий співробітник відділу історії радянського періоду, у 1954—1962 роках — молодший науковий співробітник відділу історії капіталізму Інституту історії АН УРСР. У 1953—1954 роках — виконувач обов'язків вченого секретаря інституту. У 1961 році у Київському університеті під керівництвом доктора історичних наук І. О. Гуржія захистив кандидатську дисертацію на тему: «Торгово-транспортний (чумацький) промисел та його роль в соціально-економічному розвитку України XVIII — першої половини XIX ст.».
У 1962—1963 роках — учений секретар Бюро відділу суспільних наук АН УРСР. У 1963—1967 роках — старший науковий співробітник, у 1967—1979 роках — завідувач відділом історії міст і сіл, одночасно у 1974—1977 роках — заступник директора Інституту з наукової роботи, у 1979—1986 роках — старший науковий співробітник відділу історії дружби народів Інституту історії АН УРСР.
Помер в Києві 12 лютого 1989 року.

## Праці
Автор понад 50 праць, зокрема:
- Із історії первісного нагромадження капіталу на Україні (чумацький промисел і його роль у соціально-економічному розвитку України XVIII — першої половини XIX ст. — Київ, 1964.

## Відзнаки
Заслужений працівник культури УРСР (з 1975 року), лауреат Державної премії СРСР в галузі науки і техніки за участь у підготовці 26-томної «Історії міст і сіл Української РСР» (за 1976 рік).
Нагороджений орденами Вітчизняної війни I та II ступенів, медалями, Почесною Грамотою Президії Верховної Ради Української РСР.